# Cellepora sinensis
Cellepora sinensis är en mossdjursart som beskrevs av Canu och Bassler 1929. Cellepora sinensis ingår i släktet Cellepora och familjen Celleporidae. Inga underarter finns listade i Catalogue of Life.